# Escandolières
Escandolières est une commune française située dans le département de l'Aveyron en région Occitanie.

## Géographie

### Communes limitrophes
Les communes limitrophes sont  Auzits, Bournazel, Goutrens et Saint-Christophe-Vallon.

### Hydrographie

#### Réseau hydrographique

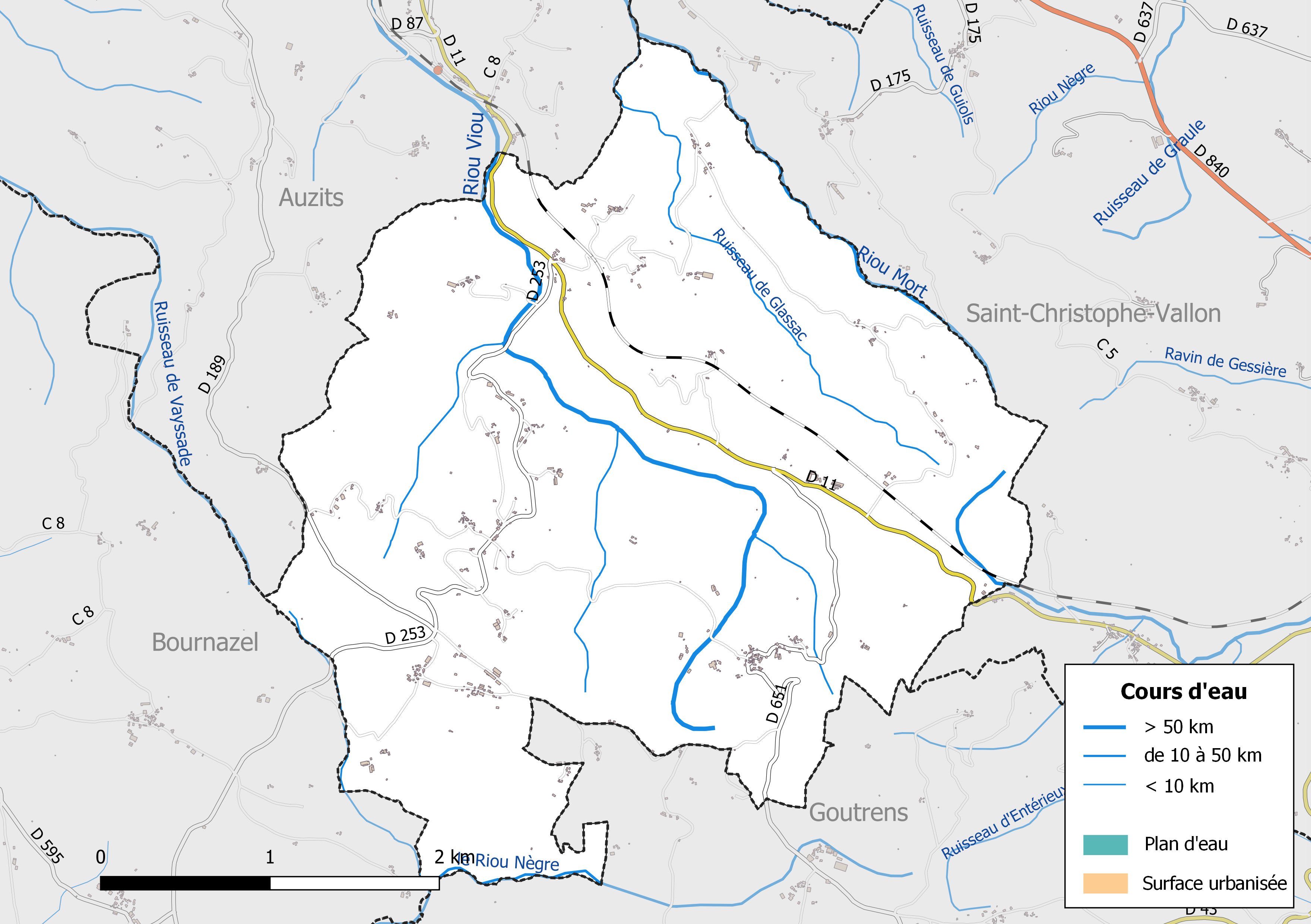
Réseaux hydrographique et routier d'Escandolières.

La commune est drainée par le Riou Viou, le Riou Mort, le Ruisseau de la Bindouyre, le Riou Nègre, le ruisseau de Glassac et par divers petits cours d'eau.
Le Riou Viou, d'une longueur totale de 25,4 km, prend sa source dans la commune d'Escandolières et se jette  dans le Riou Mort à Viviez, après avoir arrosé 9 communes.
Le Riou Mort, d'une longueur totale de 23,1 km, prend sa source dans la commune de Escandolières et se jette  dans le Lot à Boisse-Penchot, après avoir arrosé 8 communes.
Le Ruisseau de la Bindouyre, d'une longueur totale de 11,1 km, prend sa source dans la commune d'Escandolières et se jette  dans le Dourdou de Conques  à Nauviale, après avoir arrosé 3 communes.

#### Gestion des cours d'eau
La gestion des cours d’eau situés dans le bassin de l’Aveyron est assurée par l’établissement public d'aménagement et de gestion des eaux (EPAGE) Aveyron amont, créé le 1er janvier 2017, en remplacement du syndicat mixte du bassin versant Aveyron amont,,.

### Climat
Pour des articles plus généraux, voir Climat de l'Occitanie et Climat de l'Aveyron.
En 2010, le climat de la commune est de type climat océanique altéré, selon une étude s'appuyant sur une série de données couvrant la période 1971-2000. En 2020, Météo-France publie une typologie des climats de la France métropolitaine dans laquelle la commune est exposée à un climat de montagne et est dans la région climatique Sud-est du Massif Central, caractérisée par une pluviométrie annuelle de 1 000 à 1 500 mm, minimale en été, maximale en automne.
Pour la période 1971-2000, la température annuelle moyenne est de 11,6 °C, avec une amplitude thermique annuelle de 15,6 °C. Le cumul annuel moyen de précipitations est de 1 077 mm, avec 11,2 jours de précipitations en janvier et 6,9 jours en juillet. Pour la période 1991-2020, la température moyenne annuelle observée sur la station météorologique la plus proche, située sur la commune de Colombiès à 14 km à vol d'oiseau, est de 11,5 °C et le cumul annuel moyen de précipitations est de 989,2 mm,. Pour l'avenir, les paramètres climatiques de la commune estimés pour 2050 selon différents scénarios d'émission de gaz à effet de serre sont consultables sur un site dédié publié par Météo-France en novembre 2022.

### Milieux naturels et biodiversité
Aucun espace naturel présentant un intérêt patrimonial n'est recensé sur la commune dans l'inventaire national du patrimoine naturel,,.

## Urbanisme

### Typologie
Au 1er janvier 2024, Escandolières est catégorisée commune rurale à habitat très dispersé, selon la nouvelle grille communale de densité à 7 niveaux définie par l'Insee en 2022.
Elle est située hors unité urbaine. Par ailleurs la commune fait partie de l'aire d'attraction de Rodez, dont elle est une commune de la couronne,. Cette aire, qui regroupe 68 communes, est catégorisée dans les aires de 50 000 à moins de 200 000 habitants,.

### Occupation des sols

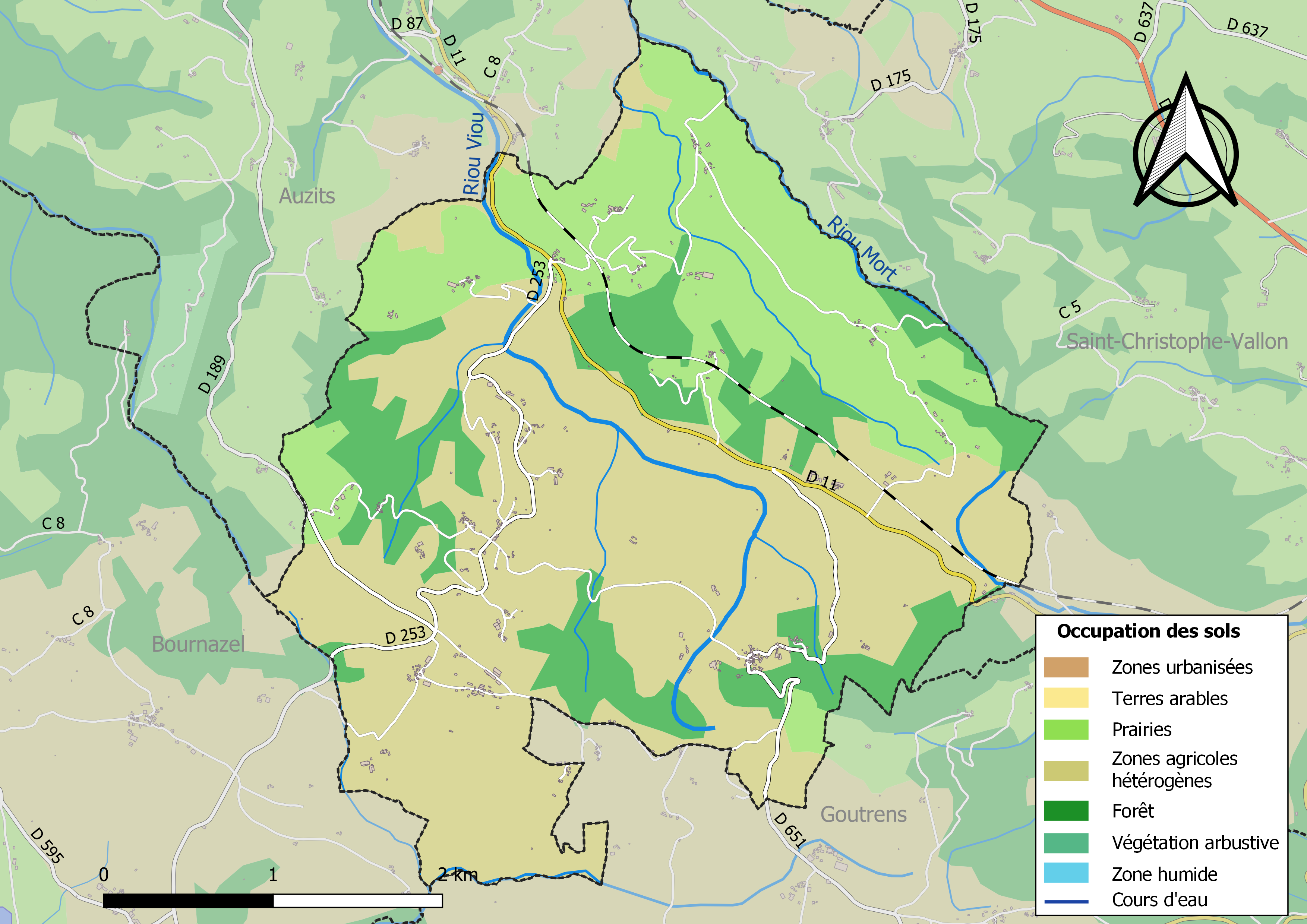
Infrastructures et occupation des sols de la commune d'Escandolières.

L'occupation des sols de la commune, telle qu'elle ressort de la base de données européenne d’occupation biophysique des sols Corine Land Cover (CLC), est marquée par l'importance des territoires agricoles (81,9 % en 2018), en augmentation par rapport à 1990 (80,2 %). La répartition détaillée en 2018 est la suivante : 
zones agricoles hétérogènes (55,6 %), prairies (26,3 %), forêts (18,1 %).

### Planification
La loi SRU du 13 décembre 2000 a incité fortement les communes à se regrouper au sein d’un établissement public, pour déterminer les partis d’aménagement de l’espace au sein d’un SCoT, un document essentiel d’orientation stratégique des politiques publiques à une grande échelle. La commune est dans le territoire du SCoT du Centre Ouest Aveyron  approuvé en février 2020. La structure porteuse est le Pôle d'équilibre territorial et rural Centre Ouest Aveyron, qui associe neuf EPCI, notamment la communauté de communes du Pays Rignacois, dont la commune est membre.
La commune disposait en 2017 d'une carte communale approuvée.

### Risques majeurs
Le territoire de la commune d'Escandolières est vulnérable à différents aléas naturels : climatiques (hiver exceptionnel ou canicule), feux de forêts et séisme (sismicité faible).
Il est également exposé à un risque technologique, le transport de matières dangereuses, et à un risque particulier, le risque radon,.

#### Risques naturels
Le Plan départemental de protection des forêts contre les incendies découpe le département de l’Aveyron en sept « bassins de risque » et définit une sensibilité des communes à l’aléa feux de forêt (de faible à très forte). La commune est classée en sensibilité faible.

#### Risques technologiques
Le risque de transport de matières dangereuses sur la commune est lié à sa traversée par une canalisation de transport de gaz et une infrastructure ferroviaire. Un accident se produisant sur de telles infrastructures est en effet susceptible d’avoir des effets graves au bâti ou aux personnes jusqu’à 350 m, selon la nature du matériau transporté. Des dispositions d’urbanisme peuvent être préconisées en conséquence.

#### Risque particulier
Dans plusieurs parties du territoire national, le radon, accumulé dans certains logements ou autres locaux, peut constituer une source significative d’exposition de la population aux rayonnements ionisants. Toutes les communes du département sont concernées par le risque radon à un niveau plus ou moins élevé. Selon le dossier départemental des risques majeurs du département établi en 2013, la commune d'Escandolières est classée à risque moyen à élevé. Un décret du 4 juin 2018 a modifié la terminologie du zonage définie dans le code de la santé publique et a été complété par un arrêté du 27 juin 2018 portant délimitation des zones à potentiel radon du territoire français. La commune est désormais en zone 3, à savoir zone à potentiel radon significatif.

## Toponymie
L'étymologie d'Escandolières serait liée à un terme occitan : escandola, du latin scandula qui désigne une variété d'orge ; d'où Las scandolièiras : des terres à orge.[réf. nécessaire]

## Histoire
Une légende voudrait qu'il y eut une abbaye (à La Badie) avec des annexes spécialisées :
- Fabrègue : dans les travaux de fer et forge ;
- L'Aussellerie : dans l'élevage des oiseaux ;
- La Bombarderie : dans l'armurerie et les munitions ;
- La Pourcellerie : dans l'élevage des porcs ;
- Escandolières : dans l'élevage des abeilles et la fabrique des chandelles.

### Moyen Âge
- 856 (septembre), don de la moitié de la villa de Fabrègues[30].
- 1001, Les terres de Molières sont cédées à l'abbaye de Conques.
- 1032-1060, Umbert de Belcastel donne à l'abbaye de Conques deux mas situés respectivement à Fabrègues et à l'Abadie. Leur cens est similaire (simile censum) : aux kalendes, deux sous, deux poules, deux setiers d'avoine, un mouton en mai, deux sous et un porc en août. Aujourd'hui les hameaux de Fabrègues et de l'Abadie sont à 1 500 m l'un de l'autre (Commune d'Escandolières)[30]
- 1372, Hugues Bernardi de Belpech ou Belpuech est seigneur d'Escandolières.
- 1534, la paroisse d'Escandolières est signalée dans le livre "L'épervier"

### Époque contemporaine
- 1793, création de la commune d'« Escaudolières », le nom « Exaudoulières » est attesté aussi avant celui d'Escandolières[31].
- À la Révolution, le presbytère d'Escandolières est vendu comme bien national et acheté par M. Franques de Molières 600 livres, qui souhaita le rendre à sa destination première. Racheté par M. Gastal curé d'Escandolières jusqu'en 1828, revendu par lui-même à la commune.
- 1825, 30 juillet Fondation du premier conseil de fabrique d'Escandolières.
- 1830, absorption partielle des anciennes communes de Glassac (partagée avec Saint-Christophe-Vallon) et La Capelle (partagée avec Cassagnes-Goutrens)[31].
- 1831, création de la commune d'Escandolières à partir de la commune voisine d'Auzits[Passage contradictoire], réunit les deux anciennes paroisses de St Denis d'Escandolières dépendante de l'évêque de Rodez et St Géraud de La Capelle del Vern dépendante de la paroisse de Goutrens[32].
- 1893, agrandissement de l'église.
- 1890, mise en place d'une grande croix en bois (13 mètres de haut) à la suite d'une mission donnée par le père Dalquié au carrefour de la route départementale. Le Christ a été acheté un peu plus tard, dans la même année que la petite croix de Triboulan.
- 1919, 21 décembre, fête des poilus. Une soixantaine de démobilisés fêtent solennellement leur retour dans les foyers.
- 1929 : Arrivée de l'électricité dans quelques maisons de la commune. Les derniers villages furent desservis au début des années 1960.
- 1930 : Arrivée de la première cabine téléphonique.
- 1930, avril, arrivée de l'électricité à Escandolières.
- 1932, Première voiture automobile (Peugeot 201) achetée par M. Lachet, instituteur, suivi par le curé Forestier et Palayret de Galadieu.
- 1936, 4 février, rattachement de l'Aussellerie à la paroisse d'Escandolières.
- 1936, 15 novembre, pose d'une plaque des morts de la guerre 14 -18 offerte par les anciens combattants. Mise en place d'une grille en fer forgé par M. CALMELS serrurier au GUA à la grande croix.
- 1946, octobre, création du Syndicat Intercommunal d'adduction d'eau potable Montbazens - Rignac.
  - Escandolières est la vingt-septième commune à adhérer au syndicat.
  - 1962-63 1re desserte en eau potable « d'Aubrac » de quelques villages.
  - 1971 : deuxième tranche de travaux qui donnent l'eau courante à tous les villages de la commune.
- 1950, 8 septembre, rattachement du village du Mas à la paroisse d'Escandolières.
- 1985, 11 novembre, inauguration du nouveau monument aux morts.
- 2005, 9 septembre, passage du Tour de l'avenir cycliste à Escandolières.
- 2006, 28 janvier importante chute de neige de 80 cm à 90 cm.
- 2007  mars, plantation d'arbres sur la place de la mairie après suppression du terrain de tennis devenu impraticable.
- 2007, 27 juin, départ vers un atelier spécialisé pour restauration du tableau de La Capelle del Vern représentant un moine Franciscain.
- 2008, 12 février, Début des travaux de restauration de la route 253 entre Escandolières et Triboulan.

## Politique et administration

### Découpage territorial
La commune d'Escandolières est membre de la communauté de communes du Pays Rignacois, un établissement public de coopération intercommunale (EPCI) à fiscalité propre créé le 29 décembre 1995 dont le siège est à Rignac. Ce dernier est par ailleurs membre d'autres groupements intercommunaux.
Sur le plan administratif, elle est rattachée à l'arrondissement de Villefranche-de-Rouergue, au département de l'Aveyron et à la région Occitanie. Sur le plan électoral, elle dépend du  canton d'Enne et Alzou pour l'élection des conseillers départementaux, depuis le redécoupage cantonal de 2014 entré en vigueur en 2015, et de la deuxième circonscription de l'Aveyron  pour les élections législatives, depuis le dernier découpage électoral de 2010.

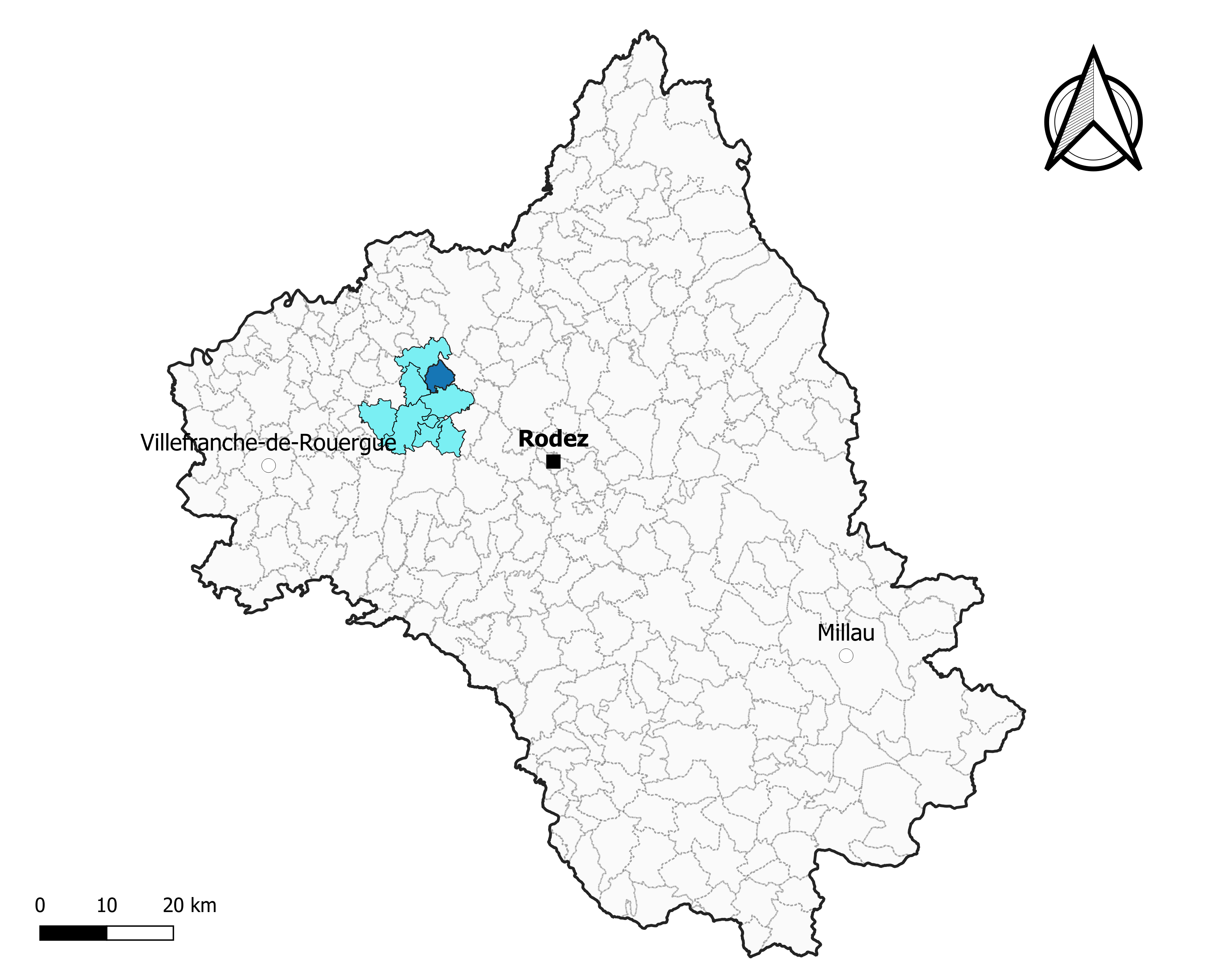
Escandolières dans l'intercommunalité en 2020.
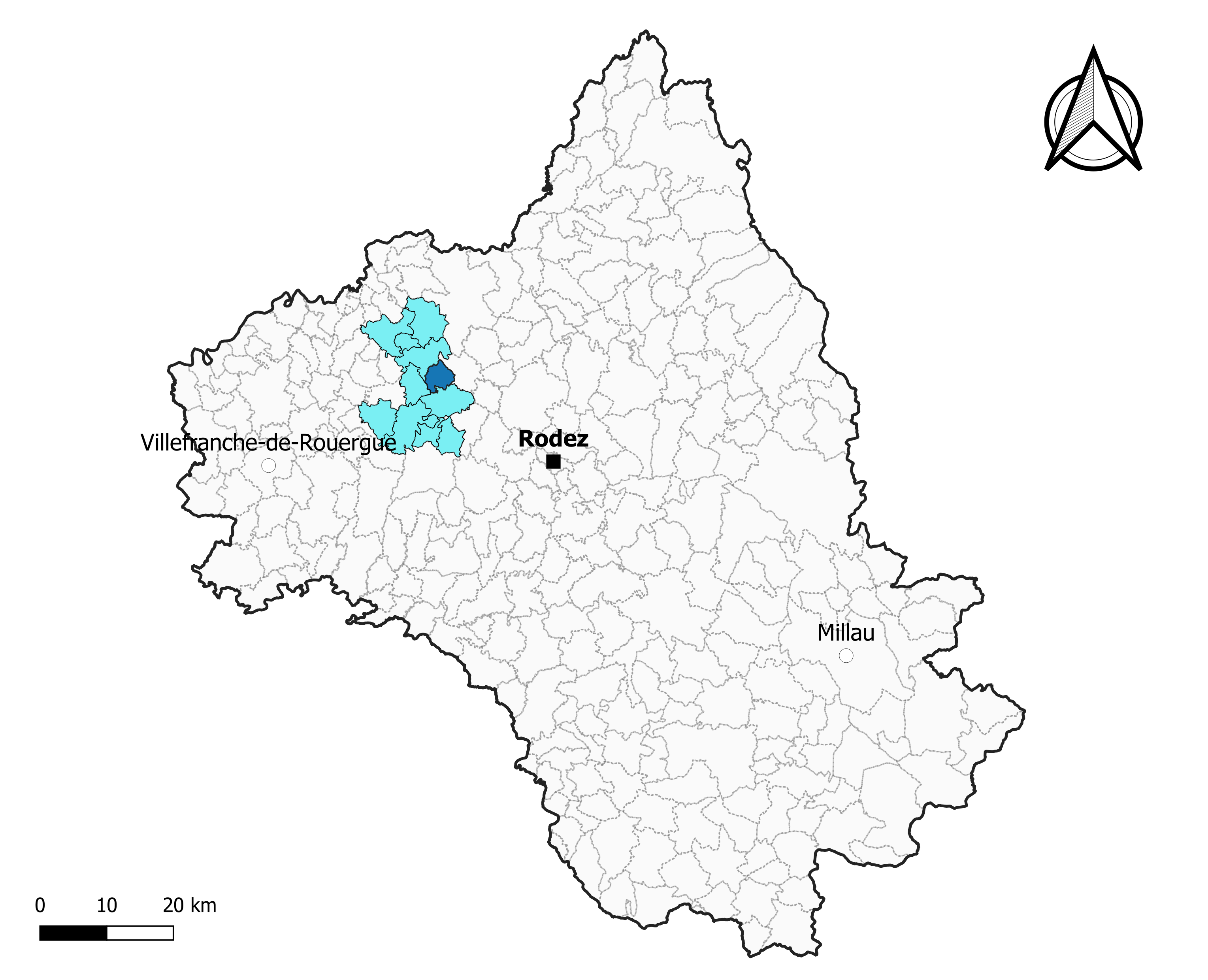
Escandolières dans le canton d'Enne et Alzou en 2020.
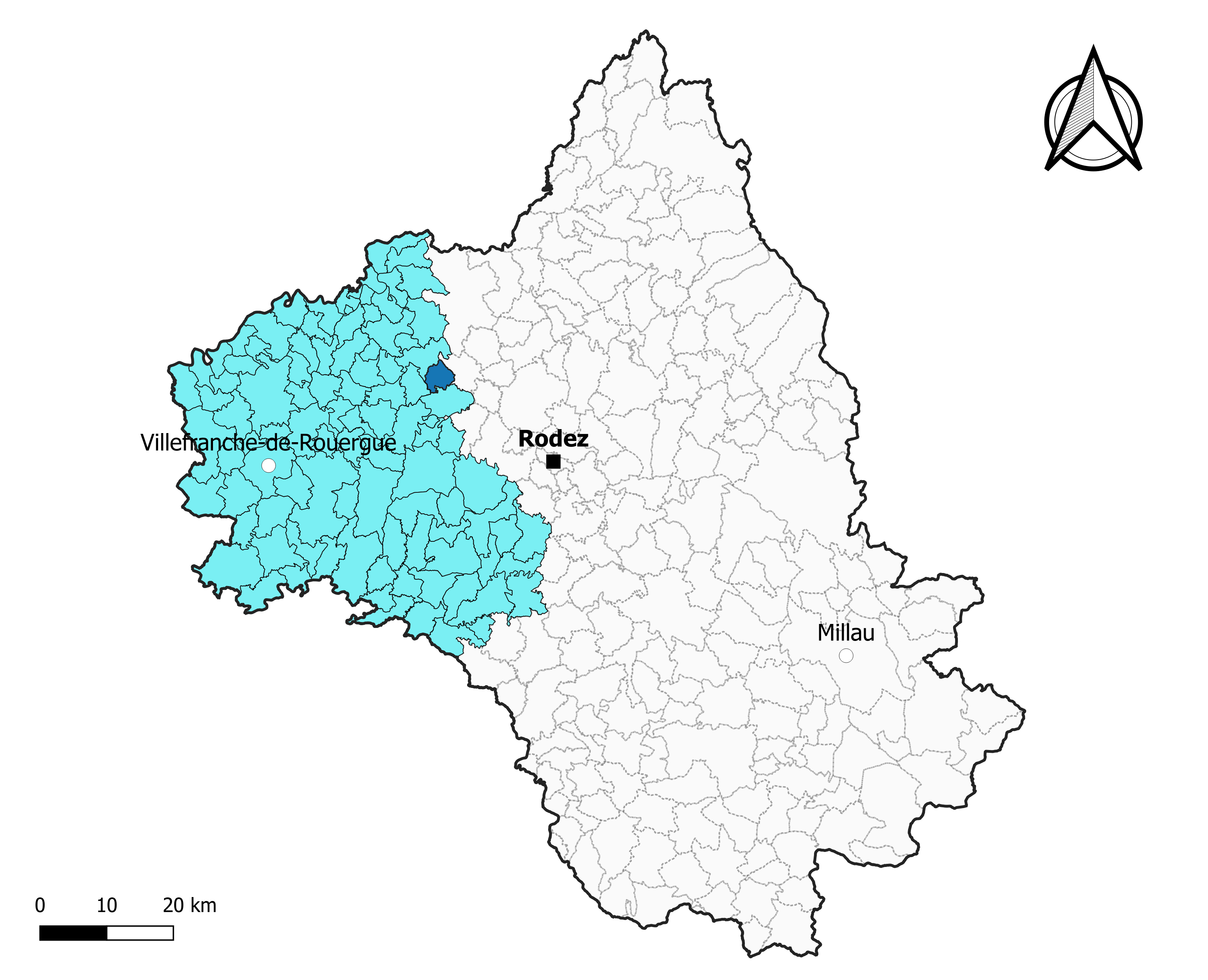
Escandolières dans l'arrondissement de Villefranche-de-Rouergue en 2020.

### Élections municipales et communautaires

#### Élections de 2020
Le conseil municipal d'Escandolières, commune de moins de 1 000 habitants, est élu au scrutin majoritaire plurinominal à deux tours avec candidatures isolées ou groupées et possibilité de panachage. Compte tenu de la population communale, le nombre de sièges à pourvoir lors des élections municipales de 2020 est de 11. La totalité des onze candidats en lice est élue dès le premier tour, le 15 mars 2020, avec un taux de participation de 75,51 %.
Christian Palayret, maire sortant, est réélu pour un nouveau mandat le 28 mai 2020.
Dans les communes de moins de 1 000 habitants, les conseillers communautaires sont désignés parmi les conseillers municipaux élus en suivant l’ordre du tableau (maire, adjoints puis conseillers municipaux) et dans la limite du nombre de sièges attribués à la commune au sein du conseil communautaire. Deux sièges sont attribués à la commune au sein de la communauté de communes du Pays Rignacois.

#### Liste des maires
| Période    | Période  | Identité            | Étiquette | Qualité                                         |
| ---------- | -------- | ------------------- | --------- | ----------------------------------------------- |
| 1945       | 1971     | Louis-Henri Marty   |           |                                                 |
| 1971       | 1983     | Roger Laporte       |           |                                                 |
| 1983       | 2001     | Jean-Pierre Marty   |           |                                                 |
| 2001       | 2008     | André Depuille      |           |                                                 |
| 2008       | 2014     | Jean-Pierre Marty   |           |                                                 |
| avril 2016 | En cours | Christian Palayret, |           | Ancien artisan, commerçant ou chef d'entreprise |

## Démographie
L'évolution du nombre d'habitants est connue à travers les recensements de la population effectués dans la commune depuis 1793. Pour les communes de moins de 10 000 habitants, une enquête de recensement portant sur toute la population est réalisée tous les cinq ans, les populations de référence des années intermédiaires étant quant à elles estimées par interpolation ou extrapolation. Pour la commune, le premier recensement exhaustif entrant dans le cadre du nouveau dispositif a été réalisé en 2007.

En 2022, la commune comptait 222 habitants, en évolution de −3,9 % par rapport à 2016 (Aveyron : +0,37 %, France hors Mayotte : +2,11 %).
| 1793 | 1800 | 1831 | 1836 | 1841 | 1846 | 1851 | 1856 | 1861 |
| ---- | ---- | ---- | ---- | ---- | ---- | ---- | ---- | ---- |
| 354  | 211  | 741  | 672  | 707  | 726  | 738  | 782  | 759  |

| 1866 | 1872 | 1876 | 1881 | 1886 | 1891 | 1896 | 1901 | 1906 |
| ---- | ---- | ---- | ---- | ---- | ---- | ---- | ---- | ---- |
| 779  | 798  | 767  | 753  | 741  | 649  | 633  | 626  | 658  |

| 1911 | 1921 | 1926 | 1931 | 1936 | 1946 | 1954 | 1962 | 1968 |
| ---- | ---- | ---- | ---- | ---- | ---- | ---- | ---- | ---- |
| 676  | 603  | 561  | 558  | 504  | 418  | 411  | 384  | 324  |

| 1975 | 1982 | 1990 | 1999 | 2006 | 2007 | 2012 | 2017 | 2022 |
| ---- | ---- | ---- | ---- | ---- | ---- | ---- | ---- | ---- |
| 298  | 272  | 254  | 224  | 207  | 205  | 219  | 234  | 222  |

## Économie

### Revenus
En 2018  (données Insee publiées en septembre 2021), la commune compte 98 ménages fiscaux, regroupant 218 personnes. La médiane du revenu disponible par unité de consommation est de 20 050 € (20 640 € dans le département).

### Emploi
| Division       | 2008  | 2013  | 2018  |
| -------------- | ----- | ----- | ----- |
| Commune        | 4,7 % | 7,9 % | 4,2 % |
| Département    | 5,4 % | 7,1 % | 7,1 % |
| France entière | 8,3 % | 10 %  | 10 %  |

En 2018, la population âgée de 15 à 64 ans s'élève à 146 personnes, parmi lesquelles on compte 77,8 % d'actifs (73,6 % ayant un emploi et 4,2 % de chômeurs) et 22,2 % d'inactifs,. Depuis 2008, le taux de chômage communal (au sens du recensement) des 15-64 ans est inférieur à celui de la France et du département.
La commune fait partie de la couronne de l'aire d'attraction de Rodez, du fait qu'au moins 15 % des actifs travaillent dans le pôle,. Elle compte 53 emplois en 2018, contre 33 en 2013 et 40 en 2008. Le nombre d'actifs ayant un emploi résidant dans la commune est de 109, soit un indicateur de concentration d'emploi de 48,4 % et un taux d'activité parmi les 15 ans ou plus de 58,2 %.
Sur ces 109 actifs de 15 ans ou plus ayant un emploi, 39 travaillent dans la commune, soit 36 % des habitants. Pour se rendre au travail, 83,2 % des habitants utilisent un véhicule personnel ou de fonction à quatre roues, 2,8 % s'y rendent en deux-roues, à vélo ou à pied et 14 % n'ont pas besoin de transport (travail au domicile).

### Activités hors agriculture
16 établissements sont implantés  à Escandolières au 31 décembre 2019.
Le secteur des activités spécialisées, scientifiques et techniques et des activités de services administratifs et de soutien est prépondérant sur la commune puisqu'il représente 25 % du nombre total d'établissements de la commune (4 sur les 16 entreprises implantées  à Escandolières), contre 12,4 % au niveau départemental.

### Agriculture
La commune est dans le Segala, une petite région agricole occupant l'ouest du département de l'Aveyron. En 2020, l'orientation technico-économique de l'agriculture  sur la commune est la polyculture et/ou le polyélevage.
|               | 1988 | 2000 | 2010 | 2020 |
| ------------- | ---- | ---- | ---- | ---- |
| Exploitations | 42   | 32   | 23   | 20   |
| SAU (ha)      | 848  | 921  | 900  | 938  |

Le nombre d'exploitations agricoles en activité et ayant leur siège dans la commune est passé de 42 lors du recensement agricole de 1988  à 32 en 2000 puis à 23 en 2010 et enfin à 20 en 2020, soit une baisse de 52 % en 32 ans. Le même mouvement est observé à l'échelle du département qui a perdu pendant cette période 51 % de ses exploitations,. La surface agricole utilisée sur la commune a quant à elle augmenté, passant de 848 ha en 1988 à 938 ha en 2020. Parallèlement la surface agricole utilisée moyenne par exploitation a augmenté, passant de 20 à 47 ha.

## Culture locale et patrimoine

### Lieux et monuments
- Point de vue : au-dessus d'Escandolières, sur la D189 en direction d'Auzits, superbe panorama jusqu'aux Monts d'Auvergne et à l'Aubrac, avec une très belle table d'orientation installée au bord, mais au-dessus de la route.
- Église Saint-Denis d'Escandolières : gothique, des XVe et XVIe siècles.
- Église Saint-Géraud de la Capelle del Vern.

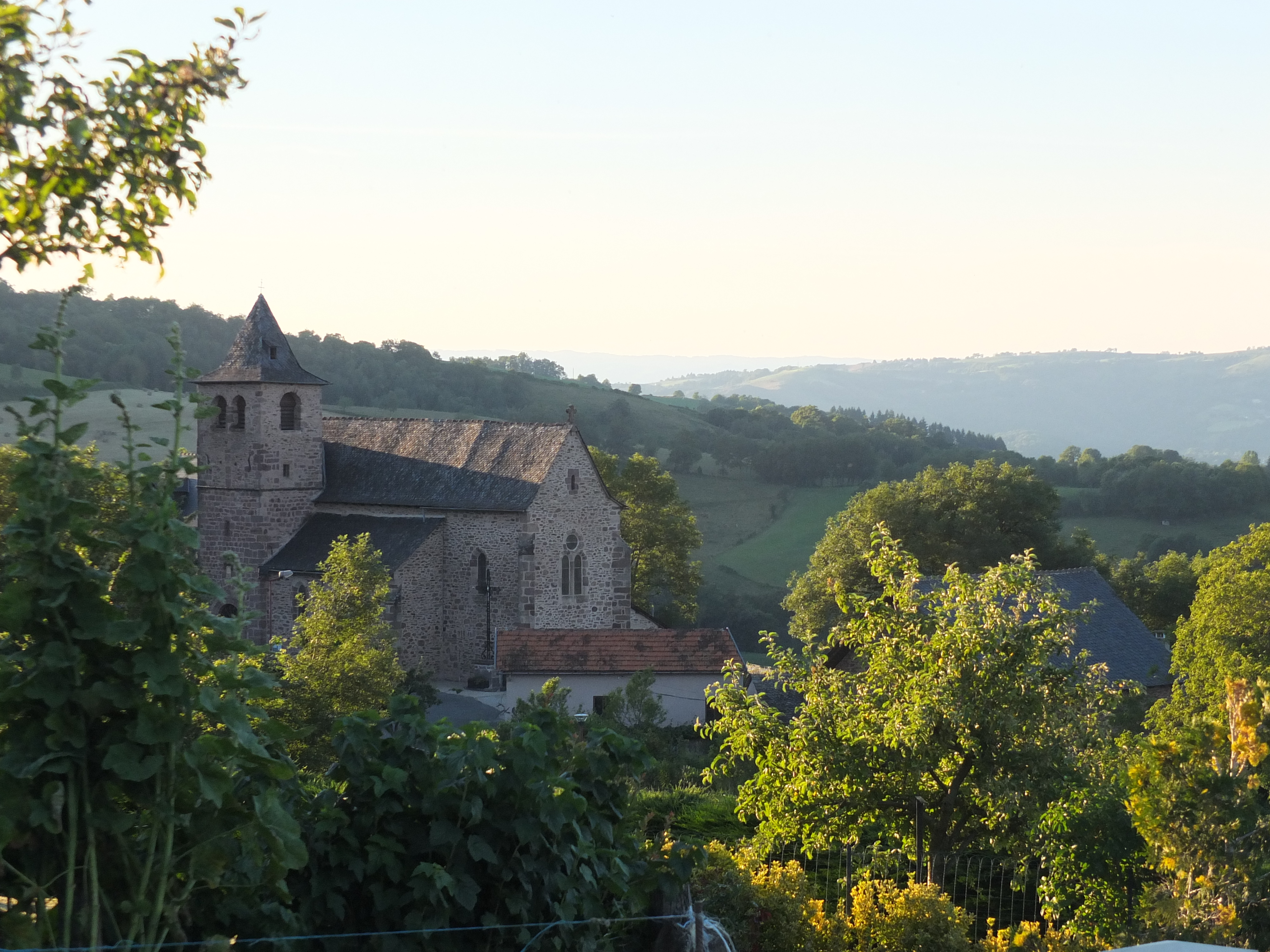
Église
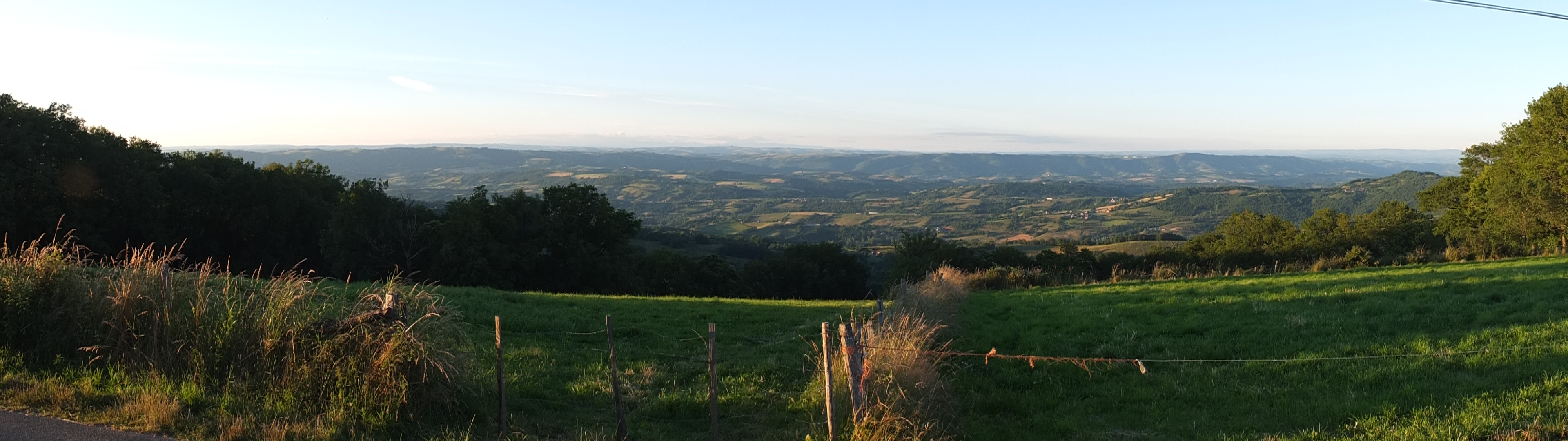
Point de vue de la table d'orientation